# Tom Clancy's Ghost Recon Breakpoint
Tom Clancy's Ghost Recon Breakpoint è un videogioco di genere sparatutto tattico sviluppato da Ubisoft Paris e pubblicato da Ubisoft. Pubblicato in tutto il mondo il 4 ottobre 2019 per Microsoft Windows, PlayStation 4 e Xbox One, e il 18 dicembre 2019 per Stadia, il gioco è l'undicesimo episodio del franchise di Tom Clancy's Ghost Recon ed è un sequel narrativo di Ghost Recon Wildlands, del 2017.